# Бенатае
Бенатае (ісп. Benatae) — муніципалітет в Іспанії, у складі автономної спільноти Андалусія, у провінції Хаен. Населення — 548 осіб (2010).
Муніципалітет розташований на відстані близько 250 км на південь від Мадрида, 120 км на північний схід від Хаена.
На території муніципалітету розташовані такі населені пункти: (дані про населення за 2010 рік)
- Бенатае: 492 особи
- Лас-Фуентес: 48 осіб
- Пуенте-Онда: 8 осіб
- Ла-Сьєрра: 0 осіб

## Демографія
Динаміка населення (INE ):